# Michael Henke (Politiker)
Michael Henke (* 1. November 1943 in Küstrin) ist ein deutscher Politiker (Bündnis 90/Die Grünen).

## Leben
Henke legte 1963 das Abitur an einem humanistischen Gymnasium ab. Anschließend studierte er bis 1968 evangelische Theologie, Psychologie und Pädagogik und war zunächst als Vikar in Oberstdorf tätig. Von 1972 bis 1977 war er Schulpfarrer am Leininger-Gymnasium in Grünstadt, danach bis zum Einzug in den Landtag Berufsschulpfarrer an der Berufsbildende Schule in Bad Kreuznach. Nach seiner Zeit im Landtag studierte er Politikwissenschaften und Pädagogik, das Studium schloss er mit dem Magister Artium ab. Von 2002 bis 2010 war er als Lehrbeauftragter und Dozent an der Fachhochschule für Sozialwesen in Ludwigshafen tätig, daneben fungierte er als Berater im Auftrag des Senior Expert Service (SES) in Lettland, Russland und der Mongolei.

## Politik
1984 trat Henke den Grünen bei, innerhalb der Partei fungierte er als Sprecher des Landesvorstandes, des Ortsvorstands und -verbandes sowie des Kreisvorstands in Bad Kreuznach, von 2003 bis 2007 saß er im Parteirat in Rheinland-Pfalz. Von 1991 an gehörte er zudem den parteiinternen Bundesarbeitsgemeinschaften für Internationales sowie Demokratie und Recht an. 2004 übernahm Henke den Fraktionsvorsitz der Grünen im Kreuznacher Stadtrat. 1991 kandidierte Henke für den rheinland-pfälzischen Landtag und zog über den Listenplatz 1 der Bezirksliste 2 ins Parlament ein. Diesem gehörte er bis zum Ende der Wahlperiode 1996 an. Ab Juni 1993 war er stellvertretender Fraktionsvorsitzender von Bündnis 90/Die Grünen, daneben saß er im Innen- und im Rechtsausschuss sowie der Enquete-Kommission zur Reform der Landesverfassung. Außerdem war Henke in der Heinrich-Böll-Stiftung sowohl Mitglied des Landesvorstandes als auch der Mitgliederversammlung in Berlin.